# Abramis brama

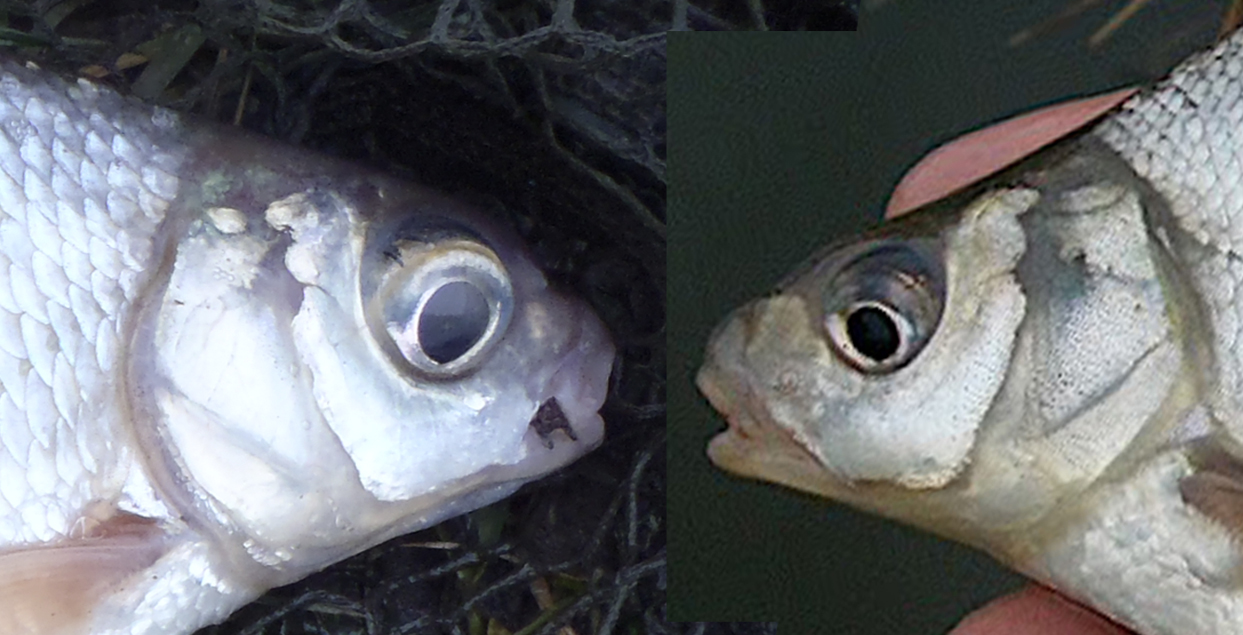
Differenza fra l'occhio e la testa di Blicca bjoerkna (a sinistra) e di Abramis brama

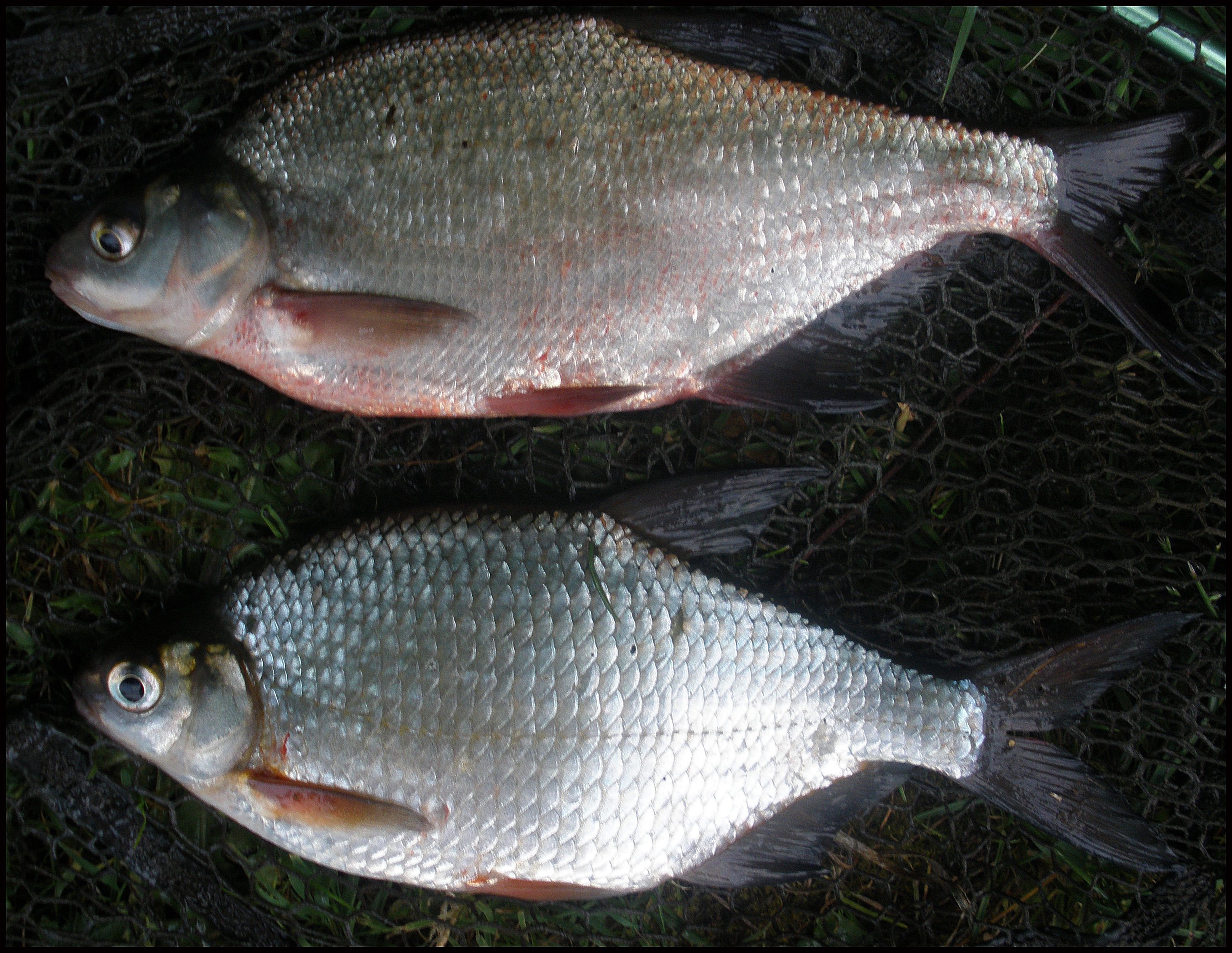
Differenza fra l'aspetto generale di Blicca bjoerkna (in basso) e di Abramis brama

L'abramide (Abramis brama Linnaeus, 1758), conosciuta comunemente, soprattutto nel mondo della pesca, anche come breme, è un pesce osseo d'acqua dolce appartenente alla famiglia Cyprinidae, unico appartenente al genere Abramis.

## Distribuzione e habitat
Questa specie è originaria delle acque dolci europee dai Pirenei ad ovest all'Asia centrale a est. È assente naturalmente in Europa nella Penisola iberica, in Italia, nei Balcani occidentali, in Grecia, nella Scandinavia e nella Finlandia settentrionali e in Scozia. In Asia arriva a est al bacino del lago d'Aral. È stata introdotta in varie parti del mondo tra le quali gran parte dell'Europa non compresa nel suo areale. Nello specifico sono riportate introduzioni in Irlanda, Portogallo, Spagna, Turchia, Kirghizistan, Cina, varie parti della Russia, Italia e Algeria.
In Italia l'abramide è alloctono, è stato oggetto di introduzioni per la pesca a partire dal 1985 e la sua presenza è accertata nel bacino idrografico del Po e in Toscana ma è probabilmente presente anche altrove.
L'habitat della breme è costituito dalle acque dolci di pianura con corrente moderata, fondo fangoso e ricche di vegetazioni acquatica. Può vivere nel tratto finale dei fiumi (zona dei ciprinidi fitofili non a caso questa zona nell'Europa centrosettentrionale è nota come "zona dell'abramide"), in laghi, canali e stagni. È una specie molto adattabile e tollera bassi tassi di ossigeno disciolto nell'acqua, alte temperature, inquinamenti e interventi distruttivi negli alvei dei fiumi. Sopporta tassi di salinità dell'acqua abbastanza alti per un ciprinide tanto che nel nord Europa ne esistono popolazioni anadrome che passano lunghi periodi in mare, in zone a bassa salinità.

## Descrizione
Il capo è di dimensioni ridotte rispetto al corpo, piuttosto compresso ai fianchi, il dorso è alto e arcuato e il ventre è sporgente; nel complesso la sagoma di A. brama è grossolanamente romboidale. I grandi individui hanno il dorso molto alto e subito prima dell'inserzione della pinna dorsale vi è un'evidente gibbosità. La bocca è di piccole dimensioni, con labbra carnose, inserita nella parte bassa del muso ma con l'apertura rivolta leggermente in alto; la mascella superiore è sporgente. La bocca è fortemente protrattile e si allunga a tubo quando aperta. C'è un'unica serie di denti faringei posta su entrambi i lati. Le scaglie sono di dimensioni medie e il pesce è coperto di uno spesso strato di muco. La dorsale è abbastanza breve con il bordo posteriore concavo ed è inserita leggermente più indietro delle pinne ventrali; l'anale è molto lunga con un lobo appuntito nella parte anteriore e un profilo concavo. La pinna caudale è forcuta e il lobo inferiore è più lungo del superiore.
È molto simile alla blicca, un pesce diffuso nello stesso areale e introdotto in Italia, se ne distingue agevolmente per l'occhio che nell'abramide è più piccolo e posto a una distranza maggiore del diametro dell'occhio dalla punta del muso, la bocca che nell'abramide è posta sul lato inferiore del muso mentre nella blicca è posta all'apice e per la colorazione della base delle pinne pari che nella blicca è sempre rossa. La blicca, inoltre, raggiunge dimensioni nettamente inferiori.
La livrea è piuttosto uniforme sul grigio scuro sul dorso  e grigio metallico sui fianchi mentre il ventre è chiaro; i grandi esemplari hanno spesso riflessi dorati mentre quelli piccoli sono argentei. Le pinne sono grigie più o meno scure, a volte con riflessi blu. Durante la fregola le pinne ventrali e quella anale possono avere una colorazione rossastra alla base, nello stesso periodo il maschio sviluppa tubercoli nuziali, piccoli, sulla parte superiore della testa.
Raggiunge una lunghezza massima di 82 cm ed un massimo di 6 kg di peso; la taglia media si aggira sui 25 cm.

## Biologia
Si tratta di un pesce notevolmente longevo: l'età massima nota è di 23 anni.

### Comportamento
Specie gregaria, forma banchi di piccole dimensioni, nel periodo riproduttivo forma grandi aggregazioni.

### Alimentazione
Ha dieta onnivora, si nutre di insetti e larve (in particolare chironomidi), piccoli crostacei, molluschi gasteropodi, bivalvi, anellidi, materiale vegetale, detriti e talvolta piccoli pesci.

### Riproduzione
Il periodo riproduttivo va da maggio a giugno; gli esemplari raggiungono la maturità sessuale fra i tre e i cinque anni di età. Le uova sono deposte in quantità fino a 300.000 per femmina. I  luoghi di frega sono caratterizzate da acque basse e ricchezza di vegetazione, a cui le uova aderiscono. Le uova possono essere deposte su superfici di qualunque natura. Il periodo di schiusa è dipendente dalla temperatura delle acque di deposizione; in genere si protrae, al massimo, per due settimane. 

### Predatori
È riportata la predazione, fra gli altri, da parte di siluri, lucci, anguille e sandra.

## Pesca
Nelle acque est europee l'abramide raggiunge dimensioni notevoli ed è anche molto apprezzato sia dai pescatori sportivi che da quelli professionali tanto che, soprattutto in Russia, si trova quotidianamente sui mercati ittici. In Europa occidentale ha un'importanza nulla dal punto di vista commerciale, viste le sue carni di scarso sapore e ricchissime di lische, né la sua cattura riveste particolare interesse per il pescatore hobbista, che lo insidia con le stesse tecniche di pesca riservate alle carpe, tinche e carassi come la passata. Ha qualche interesse per le gare di pesca.

## Conservazione
La specie è molto comune, diffusa su un vastissimo areale e molto resistente ai fenomeni di degrado antropici, per questi motivi la lista rossa IUCN classifica questa specie come "a rischio minimo".